# Euselasia toppini
Euselasia toppini is een vlindersoort uit de familie van de prachtvlinders (Riodinidae), onderfamilie Euselasiinae.
Euselasia toppini werd in 1915 beschreven door Sharpe.